# Samuel Wanjiru
Samuel Kamau Wanjiru (10. listopadu 1986 Nyahururu – 16. května 2011) byl keňský atlet, běžec se na dlouhé tratě.
Dne 17. března 2007 zaběhl v nizozemském Haagu nový světový rekord v půlmaratonu, jehož hodnota byla 58:33 min. O tři roky později překonal jeho rekord eritrejský vytrvalec Zersenay Tadese, který v Lisabonu zaběhl čas 58:23.
Je držitelem světového rekordu v běhu na 20 kilometrů (55:31 min) a také juniorským světovým rekordmanem na trati 10 000 metrů na dráze skvělým časem 26:41,75 min (zlepšil předchozí rekord o téměř 23 sekund) z roku 2005.
V roce 2008 se stal v Pekingu olympijským vítězem v maratonu, když trať zaběhl v novém olympijském rekordu 2.06:32. Ten překonal během olympijských her v Paříži v roce 2024 Etiopan Tamirat Tola časem 2:06:26.

## Osobní život
Byl ženatý s Terezah Njeri Muturiovou. V prosinci 2010 byl obviněn z pokusu o vraždu osobního strážce a manželky poté, co je v opilosti ohrožoval kalašnikovem. Následně byl zatčen. Dne 15. května 2011 spáchal patrně sebevraždu skokem z okna svého bytu.